# Villanueva del Fresno
Villanueva del Fresno és un municipi de la província de Badajoz, a la comunitat autònoma d'Extremadura.

## Demografia
| 1900 | 1910 | 1920 | 1930 | 1940 | 1950 | 1960 |
| 4393 | 4692 | 5387 | 6430 | 6535 | 6585 | 6621 |
| 1970 | 1981 | 1991 | 1996 | 1999 | 2007 |      |
| 4253 | 3469 | 3295 | 3449 | 3522 | 3610 |      |